# Marcos Alonso Imaz
Marcos Alonso Imaz (16. april 1933 i Santander, Cantabria - 6. marts 2012), kendt som Marquitos, var en spansk fodboldspiller, der spillede som forsvarsspiller. 
Han var bedst kendt for sin deltagelse i Real Madrid's fem European Cup deltagelser. 

## Titler
Real Madrid
- Intercontinental Cup: 1960
- European Cup: 1955–56, 1956–57, 1957–58, 1958–59, 1959–60
- Latin Cup: 1955, 1957
- La Liga: 1954–55, 1956–57, 1957–58, 1960–61, 1961–62
- Copa del Rey: 1961–62